# Wohnhaus Am Mühlenbach 4
Das Wohnhaus Am Mühlenbach 4, nördlich der Wörpe an der Wörpebrücke, in der niedersächsischen Gemeinde Lilienthal im Landkreis Osterholz stammt vom 19. Jahrhundert. Aktuell (2025) wird es zum Wohnen und gewerblich (Goldschmiede) genutzt.
Das Gebäude steht unter Denkmalschutz (siehe auch Liste der Baudenkmale in Lilienthal).

## Geschichte und Beschreibung
Lilienthal geht auf die Gründung des Klosters Lilienthal im 13. Jahrhundert zurück.
Das eingeschossige giebelständige Gebäude in Fachwerk mit Steinausfachungen und ziegelgedecktem Krüppelwalmdach wurde in der ersten Hälfte des 19. Jahrhunderts gebaut. Das Gefüge des teilunterkellerten Hauses blieb unverändert.
Das Landesdenkmalamt befand u. a.: „… ortstypischer Bau …“